# WeWork
WeWork(위워크)는 2010년에 창립된 미국의 기업이다. WeWork는 2016년 8월에 한국시장에 진출하였다.
WeWork는 뉴욕시에 본사를 두고 물리적 및 가상 공유 공간을 포함한 공동 작업 공간 제공업체이다. 2022년 12월 31일 기준으로 회사는 미국과 캐나다의 1,830만 평방피트(1,700,000m2)를 포함하여 39개국 779개 위치에서 4,390만 평방피트(4,080,000m2)의 공간을 운영하고 있으며, 547,000명의 회원을 보유하고 있다. 가중 평균 약정 기간은 19개월이다.
이 회사는 2019년 당시 모회사인 더 위 컴퍼니(The We Compan)y의 기업공개(IPO) 실패로 주류 언론의 주목을 받았다. 월스트리트 저널은 2019년 8월 공개 투자설명서를 발표하면서 회사가 "지배구조, 비즈니스 모델, 수익 창출 능력에 대한 비판에 휩싸였다"고 지적했다.
더 위 컴퍼니는 2019년 8월 IPO를 위해 S-1 양식을 제출했다. 다음 달 S-1 공개를 바탕으로 투자자들의 거센 압력에 직면한 회사 공동 창업자인 아담 노이만(Adam Neumann)은 CEO직에서 사임하고 과반수 지분을 포기했다. 기업 지배구조, 가치 평가, 사업 전망에 대한 투자자들의 우려가 커지는 가운데, 회사는 공식적으로 S-1 신청을 철회하고 IPO 연기를 발표했다. 당시 보고된 회사의 공개 평가액은 약 100억 달러였으며, 이는 1월에 달성한 470억 달러의 가치 평가보다 감소했고 2010년 이후 모금한 128억 달러보다 적었다. 2023년 8월 기준 회사는 시가총액은 3억 2600만 달러이다.
2019년 10월, 노이만은 WeWork 이사회에서 물러나 회사와의 관계 대부분을 끊은 대가로 이해관계자 소프트뱅크로부터 약 17억 달러를 받았다. 그는 연봉 4,600만 달러의 컨설턴트로 유지되었다.
뉴욕타임스는 회사의 상장 노력 실패와 그에 따른 혼란을 손정의가 이끄는 소프트뱅크는 "스타트업 역사상 유례없는 파열"이라고 묘사했다. 2023년 8월 WeWork는 사업을 계속할 수 있는지에 대해 '상당한 의심'이 있으며 11장 파산 보호를 신청할 수 있다고 경고했다. 현재 운영중

## 역사

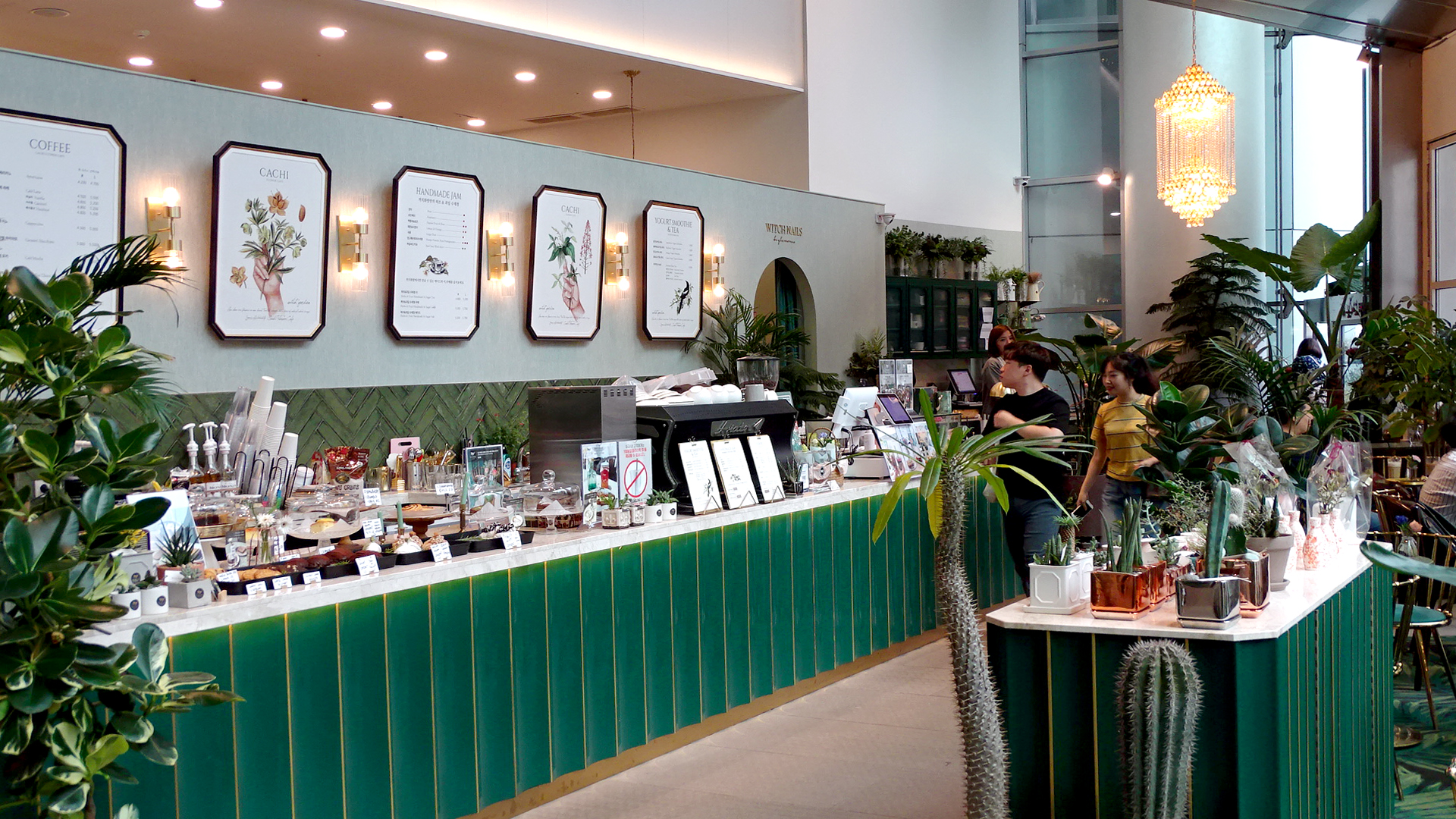
종로타워 지점

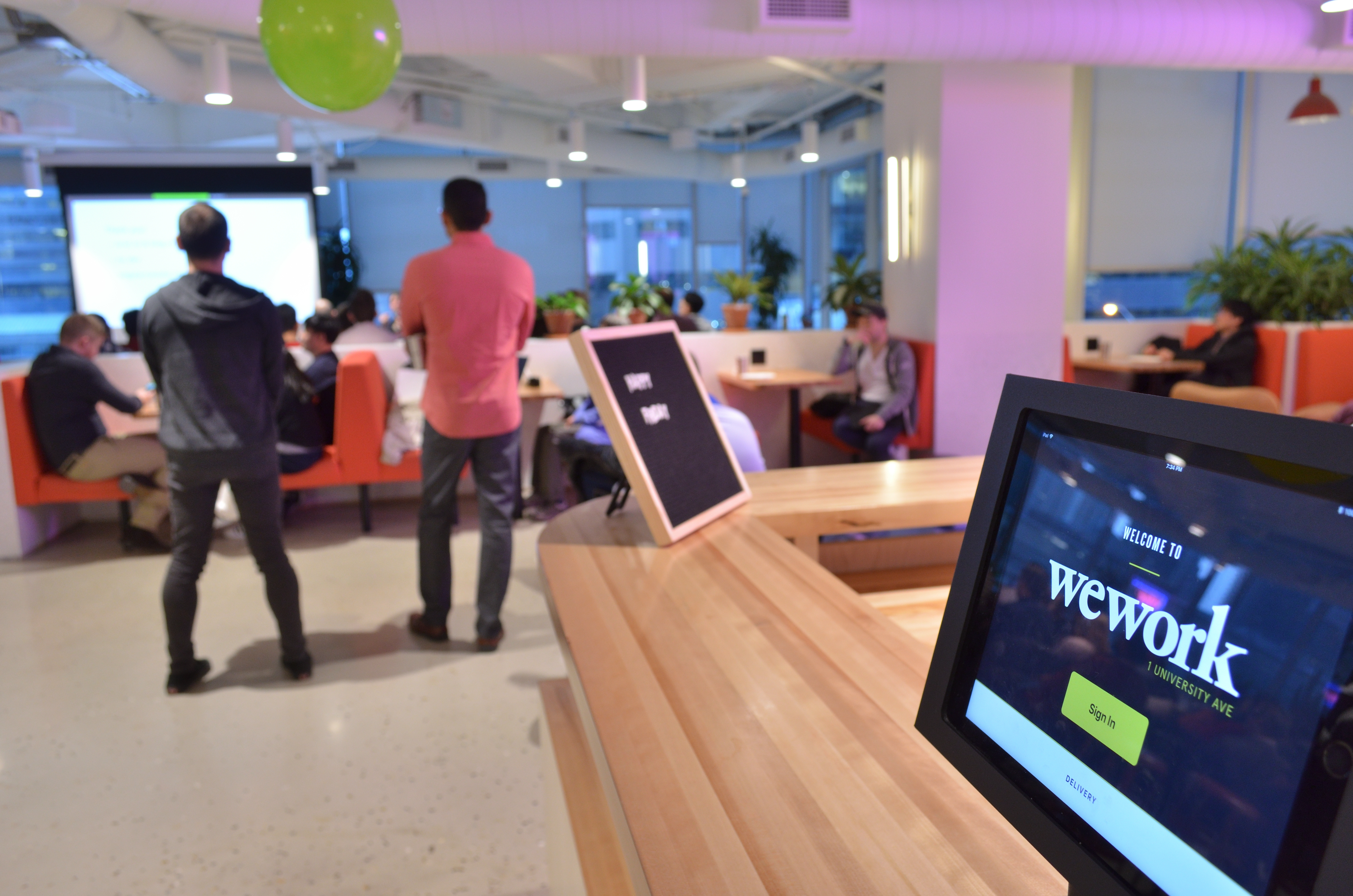
토론토 1 유니버시티 애비뉴 지점

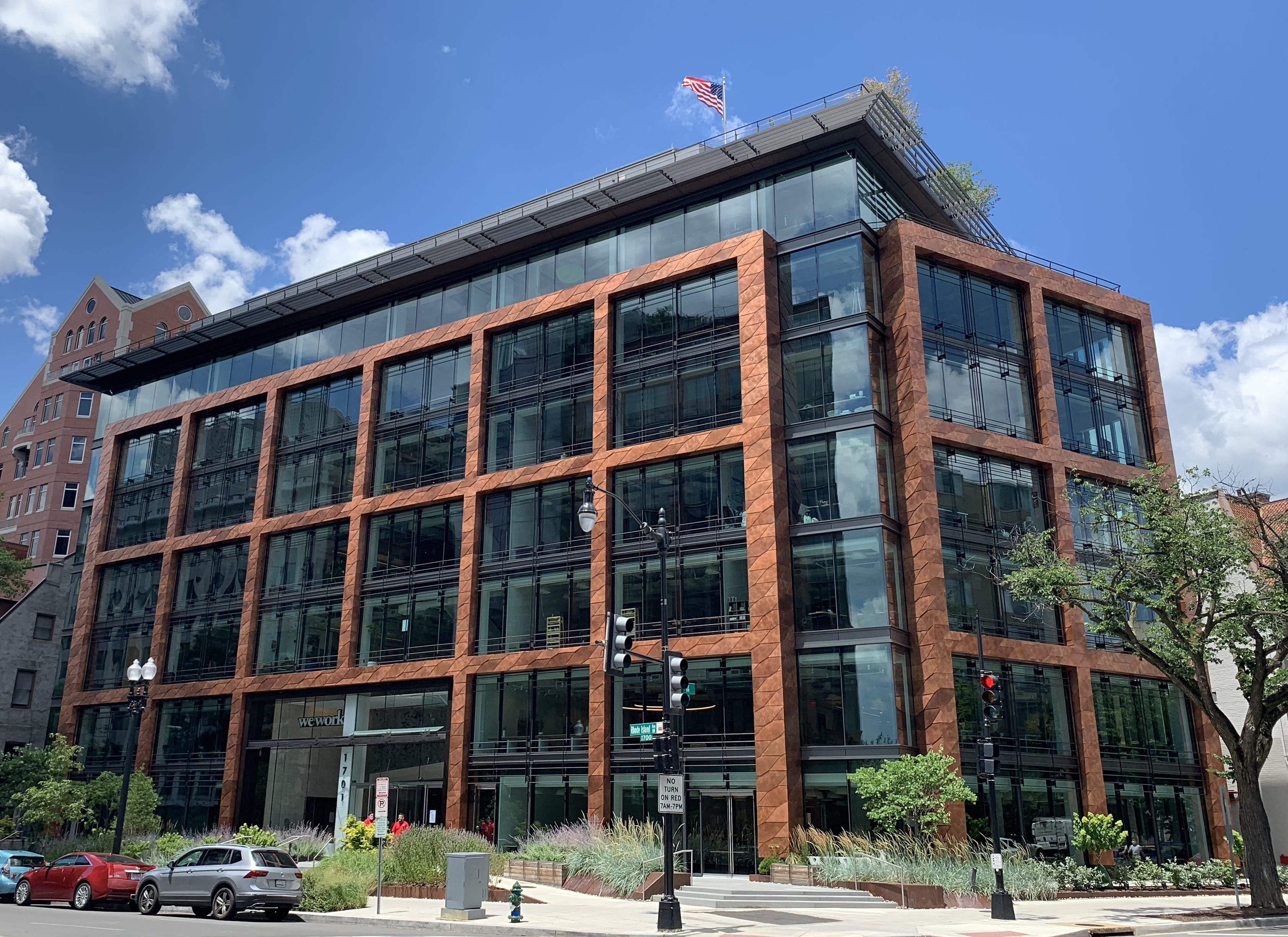
워싱턴 D.C. 로즈아일랜드 애비뉴 지점

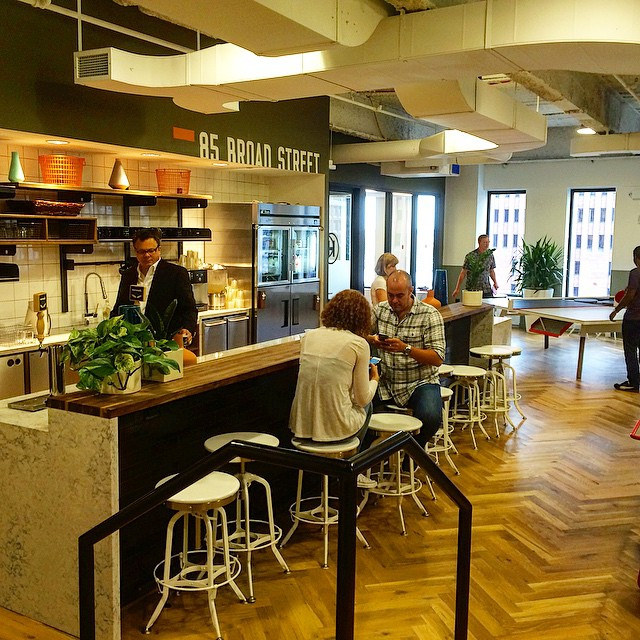
맨해튼 브로드 스트리트 지점

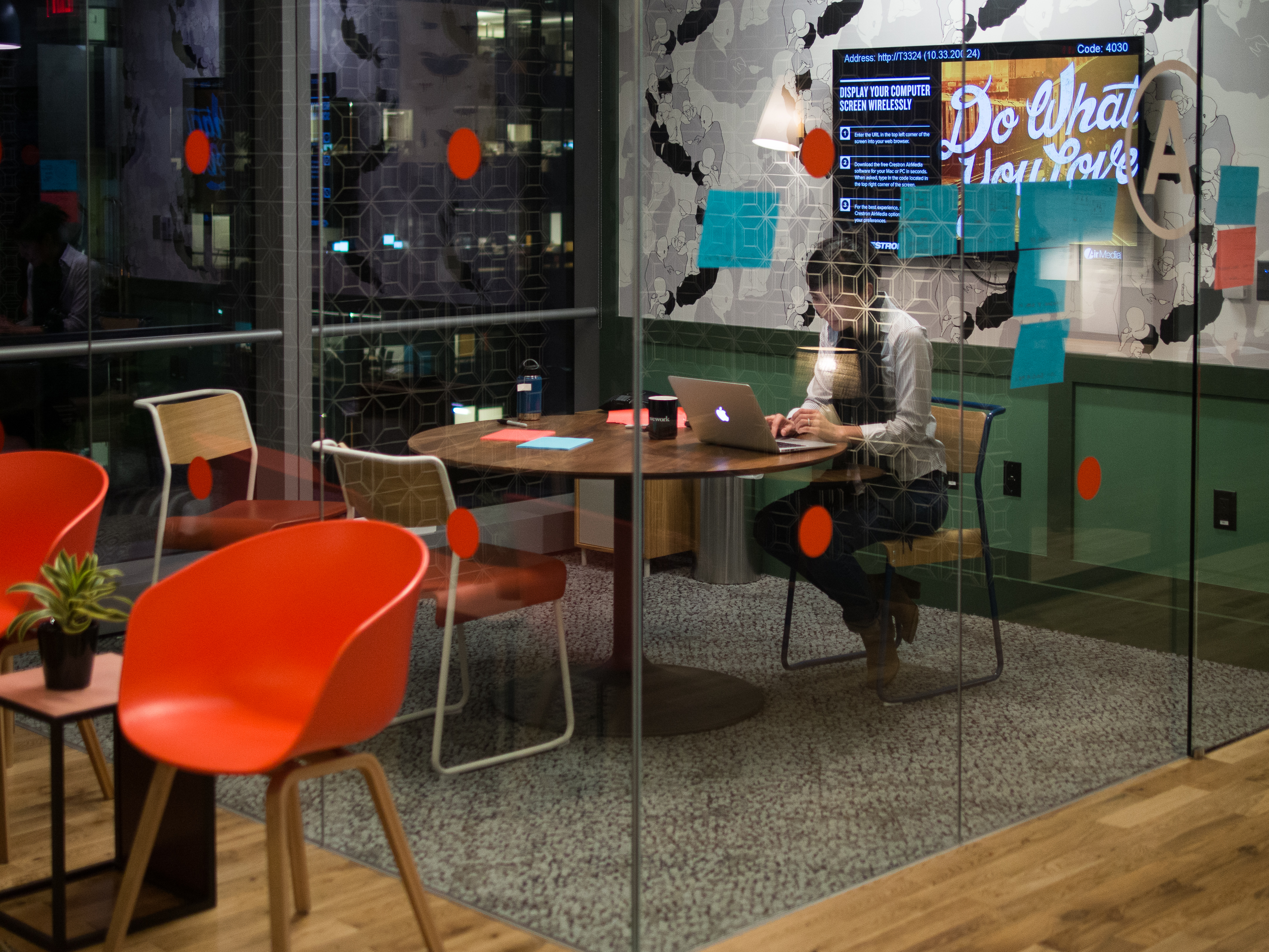
샌프란시스코 지점

### 2008~2015
2008년 5월, 이스라엘 태생의 아담 노이만(Adam Neumann)과 미국 태생의 미구엘 맥켈비(Miguel McKelvey)는 브루클린에 '친환경 공유 작업 공간'인 그린데스크(GreenDesk)를 설립했다. 2010년 Neumann과 McKelvey는 사업을 매각하고 WeWork를 설립하여 2011년 4월 개장한 맨해튼 소호에 첫 번째 지점을 임대했다. 맨해튼 부동산 개발자인 Joel Schreiber는 회사 지분 33%를 1,500만 달러에 매입했다.
2011년 PepsiCo는 소규모 WeWork 회원사의 자문 역할을 하는 몇 명의 직원을 이곳에 배치하여 이곳을 스타트업 인큐베이터로 만들었다.
2013년까지 WeWork 고객에는 Fitocracy 및 HackHands와 같은 350개의 스타트업이 포함되었다.
2014년까지 WeWork는 "뉴욕에서 가장 빠르게 성장하는 새로운 사무실 공간의 임차인"으로 간주되었으며 "미국에서 가장 빠르게 성장하는 새로운 공간의 임차인[임대인]"이 되기 위한 궤도에 올랐다. 2014년 현재 WeWork 투자자에는 J.P. Morgan Chase & Co, T. Rowe Price, Wellington Management, Goldman Sachs, Harvard Corporation, Benchmark 및 Boston Properties의 전 CEO인 Mortimer Zuckerman이 포함되어 있다.
2015년 2월, WeWork는 Fast Company의 가장 혁신적인 50개 기업 목록에 선정되었다. 2015년 6월 1일, Time Warner Cable의 전 최고 재무 책임자(CFO)인 Artie Minson이 사장 겸 최고 운영 책임자(COO)로 회사에 합류했다. 2015년 8월에는 첫 번째 인수로 부동산 및 건설 기술 기업인 CASE를 인수했다. 창립자에 따르면 거래 속도가 CASE의 조직 문화에 손상을 입혔다고 한다.

### 2016
2016년 3월 WeWork는 Legend Holdings와 Hony Capital로부터 4억 3천만 달러의 자금을 조달하여 회사 가치를 160억 달러로 평가했다. 2016년 6월 회사는 직원 7%를 해고하고 임시 고용 동결을 시행했다. 2016년 7월, WeWork는 WeWork가 재무 목표를 달성하지 못할 것이라는 정보를 언론에 유출한 직원인 Joanna Strange를 해고하고 고소했다. 2016년 10월까지 회사는 민간 자본으로 17억 달러를 조달했다. 2016년 10월, WeWork는 케임브리지 센트럴 스퀘어에 550개의 책상을 수용할 수 있는 네 번째 지점을 열 계획을 발표했다. WeWork는 2014년 보스턴의 Leather District와 Fort Point에 사무실을 열었다. 또한 워싱턴주 벨뷰의 링컨 스퀘어에도 사무실을 열 계획을 발표했다.
2016년에 WeWork는 뉴욕시와 워싱턴 수도권의 로널드 레이건 워싱턴 국립 공항 근처 버지니아주 크리스탈 시티에서 WeLive라는 별도의 공동 생활 벤처를 시작했다. 시애틀의 세 번째 WeLive 지점은 2020년에 새로운 Third and Lenora 빌딩에 계획되었지만 임대 계약은 2019년 10월에 종료되었다. WeWork는 2021년 7월에 이 사업 라인을 종료했다.

### 2017
2017년 4월, WeWork는 회원들을 위한 서비스와 소프트웨어를 위한 온라인 스토어를 출시했다. 2017년 5월, WeWork는 맨해튼 브로드 스트리트에 럭셔리 헬스클럽을 오픈했다. 이 공간에는 운동 장비와 복싱 공간, 일반 운동 공간, 스파, 피트니스 강습을 제공하는 요가 스튜디오가 포함되어 있다. 2017년 6월, Embassy Group 소유주인 Jitu Virwani의 아들이자 당시 25세였던 Karan Virwani가 이끄는 WeWork India는 Embassy Group과 협력하여 인도 방갈로르에 WeWork Galaxy라는 이름의 첫 매장을 열었다. 이 매장은 2,200명의 회원을 수용할 수 있다. . 2017년 7월, 회사는 시리즈 G 파이낸싱 라운드에서 7억 6천만 달러를 조달하여 회사 가치를 200억 달러로 평가했다. 또한 2017년 7월, WeWork는 소프트뱅크와 Hony Capital이 5억 달러를 투자하는 중국 진출 계획을 발표했다. 2017년 8월 회사는 소프트뱅크 비전 펀드로부터 약 200억 달러 가치로 44억 달러를 조달했다. 2017년 9월 WeWork는 싱가포르에 본사를 둔 SpaceMob을 인수하여 동남아시아로 사업을 확장했으며 동남아시아 성장을 위해 5억 달러를 할당했다. 2017년 10월 말, WeWork는 Hudson's Bay Company로부터 맨해튼 5번가에 있는 Lord & Taylor 빌딩을 8억 5천만 달러에 인수하는 계약을 체결했다. 이 거래에는 독일, 뉴욕, 토론토, 밴쿠버의 특정 HBC 소유 백화점 층을 WeWork의 공유 사무실 작업 공간으로 사용하는 것도 포함되었다. 거래는 2019년 2월에 완료되었다. 2017년 10월 WeWork는 코딩 학교인 Flatiron School을 인수했다. 2020년 6월에 매각되었다. 2017년 11월 위워크는 여성을 위한 코워킹 스페이스 더 윙(The Wing)에 투자했다. 2020년 1월에 지분을 매각했다. 또한 2017년 11월에 WeWork는 약 1억 5,600만 달러에 Meetup을 인수했다. 2020년 적자 매각됐다. 또 2017년 11월 위워크는 인공파 장치를 설계하고 제조하는 웨이브가든(Wavegarden)에 투자했다. 또한 2017년 11월, WeWork는 2018년 가을에 3세부터 4학년까지의 학생을 위한 사립 학교인 WeGrow를 시작할 것이라고 발표했다. 첫 번째 영구 위치는 WeWork의 뉴욕 본사였다. 2019년 9월, 르베카 노이만(Rebekah Neumann)은 WeGrow의 CEO직을 사임했다. WeGrow 학교는 2019학년도 말에 문을 닫았다. 2017년 12월, 회사는 싱가포르에 첫 번째 지점을 열었다.

### 2018
2018년 1월, 2U에서 온라인 대학 과정을 수강하는 학생들에게 WeWork 공용 공간과 회의실을 이용할 수 있는 권한이 주어졌다. 2018년 12월, WeWork는 메릴랜드 대학교 칼리지 파크 캠퍼스에 첫 매장을 열었다. 2018년 3월, WeWork는 부동산을 직접 구매하기 위한 펀드를 시작하기 위해 사모펀드 Rhône Group과 함께 4억 달러 이상을 모금했다. 또한 2018년 3월에는 WeWork가 Conductor를 인수했다. 지휘자 경영진은 2019년 12월 WeWork에서 회사를 다시 인수했다. 2018년 4월 WeWork는 중국 공유 작업 운영업체인 Naked Hub를 4억 달러에 인수했다. 2018년 5월, WeWork는 자칭 대학 대안 기업인 MissionU를 주식 400만 달러에 인수했다. MissionU는 그 직후 폐쇄되었고 학생들에게는 수업료가 부과되지 않았다. 현금은 MissionU에서 투자자에게 반환되었다. MissionU의 CEO는 이후 WeWork의 유치원 프로그램인 WeGrow의 COO가 되었다. 2018년 7월, 회사는 전 세계적으로 직원들이 돼지고기, 가금류 또는 붉은 고기가 포함된 식사에 대해 회사로부터 환급을 받는 것을 제한했다. 회사는 또한 해당 지역의 행사에 고기를 제공하지 않을 것이며 해당 지역의 셀프 서비스 키오스크에서 고기를 허용하지 않을 것이라고 발표했다. 2018년 7월 WeWork는 중국 사업 확장을 위해 5억 달러를 모금했으며, 중국 자회사의 가치를 50억 달러로 평가했다. 2018년 8월, WeWork의 Flatiron School은 영리 디자인 학교인 Designation을 인수했다. 2018년 9월 WeWork는 사무 관리 소프트웨어 회사인 Teem을 1억 달러에 인수했다. 2020년에 iOffice에 매각되었다. 2018년 11월 소프트뱅크는 2019년 9월 말까지 최대 30억 달러 상당의 회사 주식을 420억 달러의 평가액으로 매입하기 위한 영장을 취득했다.
2018년에는 CEO 아담 노이만의 과도한 지출 사례로 언급되는 걸프스트림(Gulfstream) G650 비즈니스 제트기를 6천만 달러가 넘는 가격에 구입했다.
WeWork는 2018년에 20억 달러 이상의 손실을 입었다.

### 2019
2019년 1월 WeWork는 소프트뱅크로부터 평가액 470억 달러로 20억 달러를 추가로 조달했다. 소프트뱅크는 최대 160억 달러의 투자를 검토했으나 금융시장 불안과 투자자들의 반대로 계획을 축소했다. 이번 투자로 소프트뱅크가 WeWork에 투자한 총 자금은 100억 달러가 넘었다. 2019년 1월 말, WeWork는 플로리다 주 탬파로의 확장의 일환으로 2020년에 Tampa Heights에 있는 건물 2층에 지점을 열 것이라고 발표했다. 2019년 4월, WeWork는 사무실 임차인이 서비스 제공업체를 고용하는 데 사용할 수 있는 플랫폼인 Managed by Q를 인수했다. 2020년 3월 손실을 입고 매각되었다. 2019년 4월 29일 WeWork는 제안된 기업 공개에 대한 등록 명세서 초안을 제출했다. 2019년 7월까지 아담 노이만은 WeWork 주식 중 7억 달러를 청산했다. 2019년 8월 14일에 회사는 S-1 양식을 제출했다. 서류에는 상당한 손실, 값비싼 임대 계약, 설립자 아담 노이만과의 복잡한 관계가 드러났다. 또한 향후 리스 의무는 470억 달러에 달하고 향후 리스 약정은 40억 달러에 불과하다고 공개했다. 그 후 회사는 "거버넌스, 비즈니스 모델 및 수익 창출 능력에 대한 비판에 휩싸였다."
회사는 WeWork의 법적 이름을 We Company로 변경했으며, 2019년 8월 Form S-1 제출에 따르면 회사는 브랜드 라이센스 대가로 아담 노이만 및 기타 WeWork 창립자가 소유한 법인에 590만 달러를 지불했다. 2019년 9월 초, 노이만은 상표 사용에 대해 590만 달러를 회사에 반환하고 "We" 제품군 상표에 대한 모든 상표권을 회사에 부여했다.
2019년 8월 27일, WeWork는 낮 시간 동안 레스토랑의 사용되지 않는 공간을 임대한 후 이 공간을 원격 근무자에게 임대하는 회사인 Spacious를 인수했다. Spacious는 4개월 후인 2019년 12월에 폐쇄되었다.
2019년 9월 4일, WeWork는 첫 여성 이사인 Harvard Business School 교수인 Frances Frei를 회사 이사회에 추가했다.
2019년 9월 13일, 회사는 이사회가 새로운 CEO를 선출할 수 있는 권한을 포함하고 CEO 아담 노이만의 가족이 이사회에 참여하지 않도록 하는 기업 지배구조 변경을 발표했다. 노이만은 또한 회사와의 부동산 거래에서 발생한 이익을 회사에 양도하기로 동의했다.
2019년 9월 17일, 기업 지배구조, 가치 평가, 사업 전망에 대한 투자자들의 우려가 커지는 가운데 WeWork는 S-1 신청을 공식적으로 철회하고 IPO를 2019년 말까지 연기한다고 발표했다. 당시 보고된 공개 가치는 회사의 가치는 약 100억 달러로 1월에 달성한 470억 달러 가치 평가에서 감소했으며 2010년 이후 모금한 128억 달러보다 적는다. 2019년 9월 중순, 회사의 지연된 기업 공개와 관련 없이 Wendy Silverstein은 위워크 부동산투자펀드 ARK 공동대표가 회사를 떠났다. 소프트뱅크는 2019년 9월 23일까지 Neumann이 CEO에서 해임되기를 원했다. 2019년 9월 24일, 투자자들의 압력이 커지자 회사 공동 창업자인 아담 노이만은 CEO직을 사임하고 WeWork의 과반수 의결권을 포기했다. Artie Minson과 Sebastian Gunningham이 회사의 공동 CEO로 임명되었다. 2019년 9월 24일, WeWork는 Gulfstream G650 항공기를 판매했다. 비평가들은 이 비행기가 "회사 IPO를 앞두고 위험 신호"가 되었으며 약속된 보너스나 임금 인상을 받지 못한 직원들에게 문제를 일으켰다고 말했다. 2019년 10월 노이만은 WeWork 이사회에서 사임하고 회사와의 관계 대부분을 단절한 대가로 소프트뱅크로부터 약 17억 달러를 받았다. 17억 달러에는 남은 주식 9억 7천만 달러, 컨설팅 비용 1억 8,500만 달러, J.P. Morgan Chase에 대한 대출금 상환을 지원하기 위한 크레딧 5억 달러가 포함된다. 그는 연봉 4,600만 달러의 컨설턴트로 유지되었다. 2019년 10월, WeWork는 싱가포르와 마닐라에 새로운 코워킹 오피스 오픈을 발표했다. 또한 2019년 10월, WeWork는 피츠버그 시내의 U.S. Steel Tower에 사무실을 개설하려는 계획을 포기했다. 회사는 건물에 최대 105,000평방피트를 지을 계획을 세웠다. 2019년 10월 14일, WeWork는 캐나다와 미국 일부 사무실에 있는 약 1,600개의 사무실 전화 부스가 포름알데히드로 오염되었다고 고객에게 경고했다. 회사는 예방 조치로 또 다른 700개의 전화 부스를 서비스에서 제외할 수도 있다고 말했다. 이러한 상황은 일부 회원들이 눈의 자극과 강한 냄새를 호소한 후 회사에 알려졌다. 2019년 11월 6일, 소프트뱅크 그룹은 WeWork에 대한 투자에 대해 92억 달러의 손실을 보고했다. 이 금액은 지난 몇 년간 소프트뱅크가 WeWork에 투자한 103억 달러의 약 90%에 해당한다. 2019년 11월 21일, WeWork는 전 세계 직원의 거의 20%에 해당하는 2,400명의 직원을 해고한다고 발표했다.

### 2020
2020년 1월, WeWork는 북미의 모든 공유 오피스에서 무료 맥주를 단계적으로 폐지하기 시작했으며 성장률을 늦추겠다는 계획을 발표했다. 2020년 2월 1일, WeWork는 GGP Inc. 및 Brookfield Property Partners의 전직 고위 임원이었던 Sandeep Mathrani가 2020년 2월 18일부터 회사의 CEO가 될 것이라고 발표했다. 2020년 2월 3일 WeWork는 WeWork x Hub 71이라는 이름으로 이스라엘 이외의 중동 지역 아부다비 기술 단지 Hub 71에 자리잡고 있다. 2020년 2월 10일, WeWork는 코로나19 팬데믹으로 인해 중국 내 100개 건물의 임시 폐쇄를 발표했다. 2020년 3월 말, WeWork는 비용 절감을 위해 직원 250명을 해고했고, 2020년 4월 말에 또 다른 직원 해고가 이어졌다. 2020년 6월 5일, McKelvey는 연말에 WeWork를 떠날 것이라고 발표했다. 월.
2020년에 회사는 66개 장소를 비웠고 150개 이상의 다른 장소에서 낮은 임대료, 연기 또는 기타 임대 변경을 재협상했다.

### 2021
2021년 3월, 회사는 가치 평가액 90억 달러의 특수 목적 인수 회사를 통해 공개 회사가 되고 BowX Acquisition Corp.과 합병하기로 합의했다. 합병 후에도 Mathrani는 계속 CEO로 남지만 BowX의 Vivek Ranadivé와 Deven Parekh는 그대로 유지된다. Insight Partners가 새 이사회에 합류하게 된다. 합병은 2021년 10월에 완료되었으며 WeWork의 주식은 뉴욕 증권 거래소에서 거래되기 시작했다. 2021년 8월, WeWork는 미국 연방정부에 서비스를 제공하기 위해 총무청(General Services Administration)에서 선정한 5개의 공유 작업 제공업체 중 하나였다. 2021년 10월, WeWork는 WeWork에 1억 5천만 달러를 투자하는 내용이 포함된 Cushman & Wakefield와의 파트너십을 발표했다.

### 2022
2022년 1월 WeWork는 Common Desk 인수를 발표했다. 2022년 러시아의 우크라이나 침공 당시 WeWork는 2022년 3월 러시아 사무실을 폐쇄했다. 2022년 후반에 회사는 Yardi Systems와 함께 WeWork Workplace라는 소프트웨어 제품을 개발 중이라고 발표했다.
2022년 5월, WeWork는 Andre Fernandez를 새로운 CFO로 임명했다. 그는 회사에서 18개월 만에 회사를 떠난 Benjamin Dunham을 대신했다.

### 2023
2023년 4월, WeWork의 주가가 1달러 미만으로 떨어지면서 뉴욕 증권 거래소에서 상장 폐지 위기에 처했다는 보도가 있었다. 회사 가치는 2019년 470억 달러보다 감소한 3억 6,090만 달러로 평가되었다.
2023년 8월 8일, WeWork는 더 이상 사업을 계속할 수 있을지 '상당한 의심'이 있다고 경고하고 11장 파산 보호를 신청해야 할 수도 있다고 발표했다. WeWork는 집주인과 임대 계약을 재협상하고 구조조정을 통해 비용을 통제하고 임대료와 임차 비용을 줄이기 위해 노력할 것이라고 말했다. 회사는 또한 현재 작업 공간의 거주자를 유지하고 일부 자산을 매각하여 자금을 조달하려고 시도할 것이라고 말했다. 회사는 2023년 4월부터 6월까지 3억 9700만 달러(3억 1100만 파운드)의 순손실을 냈지만 이는 1년 전 같은 기간에 비해 2억 3800만 달러 개선된 수치이다.
2023년 8월 24일, WeWork에 현금을 빌려준 회사 그룹은 잠재적인 Chapter 11 파산 개편을 포함하여 회사를 구하기 위한 옵션을 모색하고 있다고 발표했다. 이 그룹에는 BlackRock, King Street Capital Management 및 Brigade Capital의 세 회사가 포함되어 있다. 발표 후 WeWork의 주가는 오후 거래에서 13센트로 약 12% 상승했다.

## 법적 문제
2018년 9월, 회사는 뉴욕 법무장관의 소송을 해결하기 위해 광범위한 비경쟁 조항을 삭제했다.
2018년 10월, 전 WeWork 문화 이사 루비 아나야(Ruby Anaya)는 2018년 1월 회사 행사에서 한 남자 직원이 자신의 허리를 잡고 강제로 키스를 했고, 2017년 8월에는 다른 직원이 회사에서 아나야를 붙잡았다고 주장하며 성희롱 소송을 제기했다. "성적인 방식"으로 뒤에 있다. 회사의 "남학생 문화"를 강조한 소송에서는 공동 창립자 노이만(Neumann)이 "회사와의 인터뷰 중에 [그녀]에게 데킬라를 마셨다"고 주장했다. 이 주장이 나온 직후 WeWork는 직원들에게 무제한 맥주 제공을 중단하고 뉴욕 사무실에서 하루에 맥주 4잔만 마시는 정책을 시행했다.
2019년 6월, WeWork는 특히 스톡 옵션 부여와 관련하여 성별에 따른 급여 차별을 이유로 전 보상 책임자인 리사 브리지스(Lisa Bridges)로부터 고소당했다. 그녀는 이 문제를 논의한 후 해고되었다고 주장했다.
또한 2019년 6월, 연봉 30만 달러를 버는 전 WeWork 임원인 리처드 마켈(Richard Markel)은 젊은 직원으로 교체된 후 연령 차별을 이유로 회사를 고소했다. 마켈은 2019년 8월 자발적으로 해당 사건을 기각했다.
2019년 10월, Douglas Wigdor가 대표하는 아담 노이만의 전 비서실장인 메디나 바디(Medina Bardhi)는 성별 임금 격차, 회사 임원의 마리화나 사용, 임신 차별 등 다양한 혐의로 회사를 고소했다.
2020년 2월, 전 직원 관계 책임자인 아예샤 와이트(Ayesha Whyte)는 "자격이 부족한 백인들이 승진하는 동안 결코 실현되지 않은 보수가 좋은 직업을 약속받았다"며 성별 및 인종 차별을 이유로 WeWork를 고소했다. 2020년 6월 소송은 강제 중재로 전환됐다.
2020년 4월, 당시 WeWork의 최대 주주였던 소프트뱅크는 WeWork의 특정 규제 승인 획득 실패, 새로운 형사 및 민사 조사, 정부 조치를 이유로 WeWork의 일부 대주주로부터 직접 주식을 구매하겠다는 30억 달러 규모의 공개 제안을 취소했다. 제안을 철회한 이유는 코로나19 팬데믹 때문이다. WeWork는 소프트뱅크를 고소했다. 2020년 5월 4일, 전 CEO인 아담 노이만은 30억 달러 규모의 공개 제안을 철회한 이유로 소프트뱅크를 별도로 고소했다. 소송은 2021년 2월에 해결되었다.
2020년 7월 8일, 전 WeWork 주식 계획 관리자인 다이앤 알렌(Diane Allen)과 전 다양성 및 포용 부문 책임자인 크리스토퍼 클러몬트(Christopher Clermont)가 WeWork에 대해 별도의 불만 사항을 제기했다. 둘 다 인종 차별을 주장했으며 알렌은 성 차별과 성희롱 주장에 대한 조치 부족도 주장했다.
WeWork는 또한 임대료를 지불하지 않거나 매장을 폐쇄한 경우 계약 위반으로 여러 집주인으로부터 고소를 당했다.

## 저명한 지점
- 1600 Seventh Avenue
- 330 North Wabash
- Bentall Centre
- Bush Tower
- Constellation Place
- Five Penn Center
- Holyoke Building
- Hôtel de Langeac
- Hotel Europejski
- Madison Belmont Building
- Manhattan Center
- One Nashville Place
- Salesforce Tower
- Totzeret HaAretz Towers

### 대한민국

#### 서울
- 서울역점: 서울특별시 중구 한강대로 416 소재이다.
- 종로타워점: 서울특별시 종로구 종로 51 소재이다.
- 역삼역점: 서울특별시 강남구 테헤란로 142 소재이다.
- 역삼역 2호점: 서울특별시 강남구 테헤란로 26길 14 소재이다.
- 광화문점: 서울특별시 종로구 종로 1길 50 소재이다.
- 여의도역점: 서울특별시 영등포구 의사당대로 83 소재이다.
- 을지로점: 서울특별시 중구 삼일대로 343 소재이다.
- 삼성역점: 서울특별시 강남구 테헤란로 507 소재이다.
- 강남역점: 서울특별시 서초구 강남대로 373 소재이다.
- 선릉역점: 서울특별시 강남구 테헤란로 302 소재이다.

#### 부산
- 서면점: 부산광역시 부산진구 서전로 8 소재이다.